# Budián (Valle de Oro)
Budián (llamada oficialmente Santa Eulalia de Budián) es una parroquia española del municipio de Valle de Oro, en la provincia de Lugo, Galicia.

## Etimología
El origen del nombre posiblemente proceda del latín villa Budilani, indicando la pertenencia a un possessor llamado Budila, nombre de origen germánico.[cita requerida]

## Organización territorial
La parroquia está formada por veintisiete entidades de población, constando veinticuatro de ellas en el nomenclátor del Instituto Nacional de Estadística español:

### Entidades de población
Entidades de población que forman parte de la parroquia:
- A Amarela
- A Arnela
- A Granda
- A Sara
- A Telleira
- Budián de Herdeiro (Budián de Redeiro)
- Calvario (O Calvario)
- Casal de Diego
- Centeás
- Corveira
- Coto da Rega
- Escourido
- Freitemunde
- Lobeira
- O Machuco
- O Requeixo
- O Retorno
- Os Casás
- O Vedreiro
- Pena Redonda
- Pereiros
- Pradia
- San Cristobo (San Cristovo)
- Trasisto
- Vilacemil

### Despoblados
Despoblados que forman parte de la parroquia:
- O Reguengo
- Porto da Vaca (O Porto da Vaca)

## Demografía
| Gráfica de evolución demográfica de Budián entre 2000 y 2021 |
|                                                              |
| Datos según el nomenclátor publicado por el INE.             |

## Patrimonio
En esta parroquia fue encontrado el "Caldero de Chao de Currás", de la Edad de Bronce. Este caldero de bronce fue encontrado en 1871 por José Villaamil y Castro. De forma cónica, está formado por láminas de bronce batido remachadas en su unión por dos argollas de latón que sujetaban el asa.